# Ga Chunui
Ga Chunui là ga trên Tàu điện ngầm Seoul tuyến 7.

## Bố trí ga
| Sân vận động Bucheon ↑ |
| S/B N/B \|             |
| ↓ Sinjung-dong         |

| Hướng Bắc | ← ● Tuyến 7 Hướng đi Jangam     |
| Hướng Nam | → ● Tuyến 7 Hướng đi Seongnam → |